# Vatica pedicellata
Vatica pedicellata là một loài thực vật thuộc họ Dipterocarpaceae. Đây là loài đặc hữu của Malaysia.